# Villa Florida
Villa Florida è un centro abitato del Paraguay, situato sul fiume Tebicuary, nel Dipartimento di Misiones. Si trova a 161 km dalla capitale del paese Asunción; forma uno dei 10 distretti in cui è diviso il dipartimento.

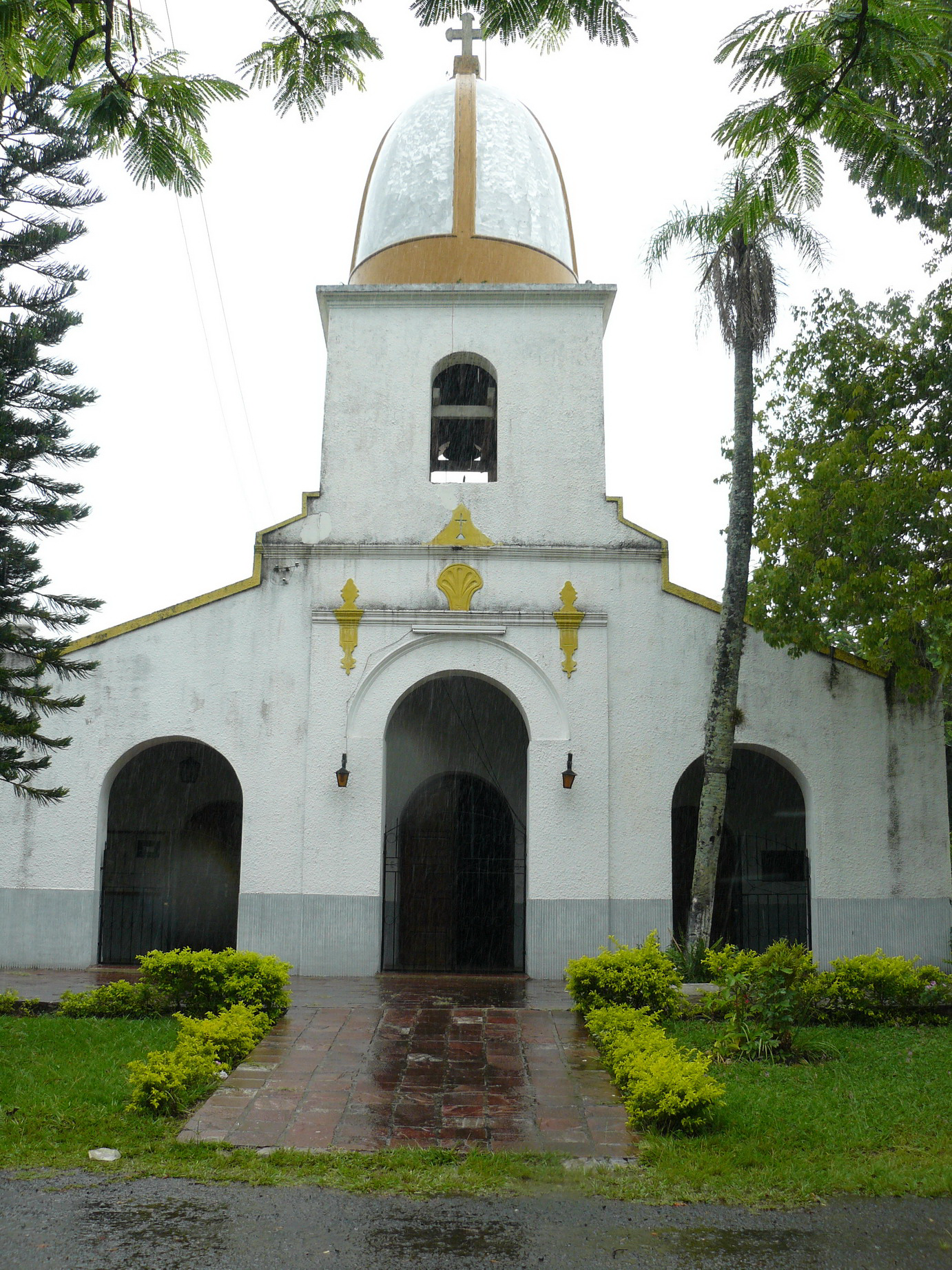
Chiesa di Villa Florida

## Popolazione
Al censimento del 2002 Villa Florida contava una popolazione urbana di 1.977 abitanti (2.576 nel distretto).

## Storia
Fondata ufficialmente il 6 settembre 1880 dal generale Bernardino Caballero in quello che era il passaggio obbligato per collegare il sud del paese alla zona centrale, il suo nome originale era Paso Santa María. L'attuale ponte sul fiume Tebicuary, costruito nel 1968, è posto ad 800 m più a valle rispetto all'antico passaggio, di cui ancora si conserva la strada d'accesso.

## Economia

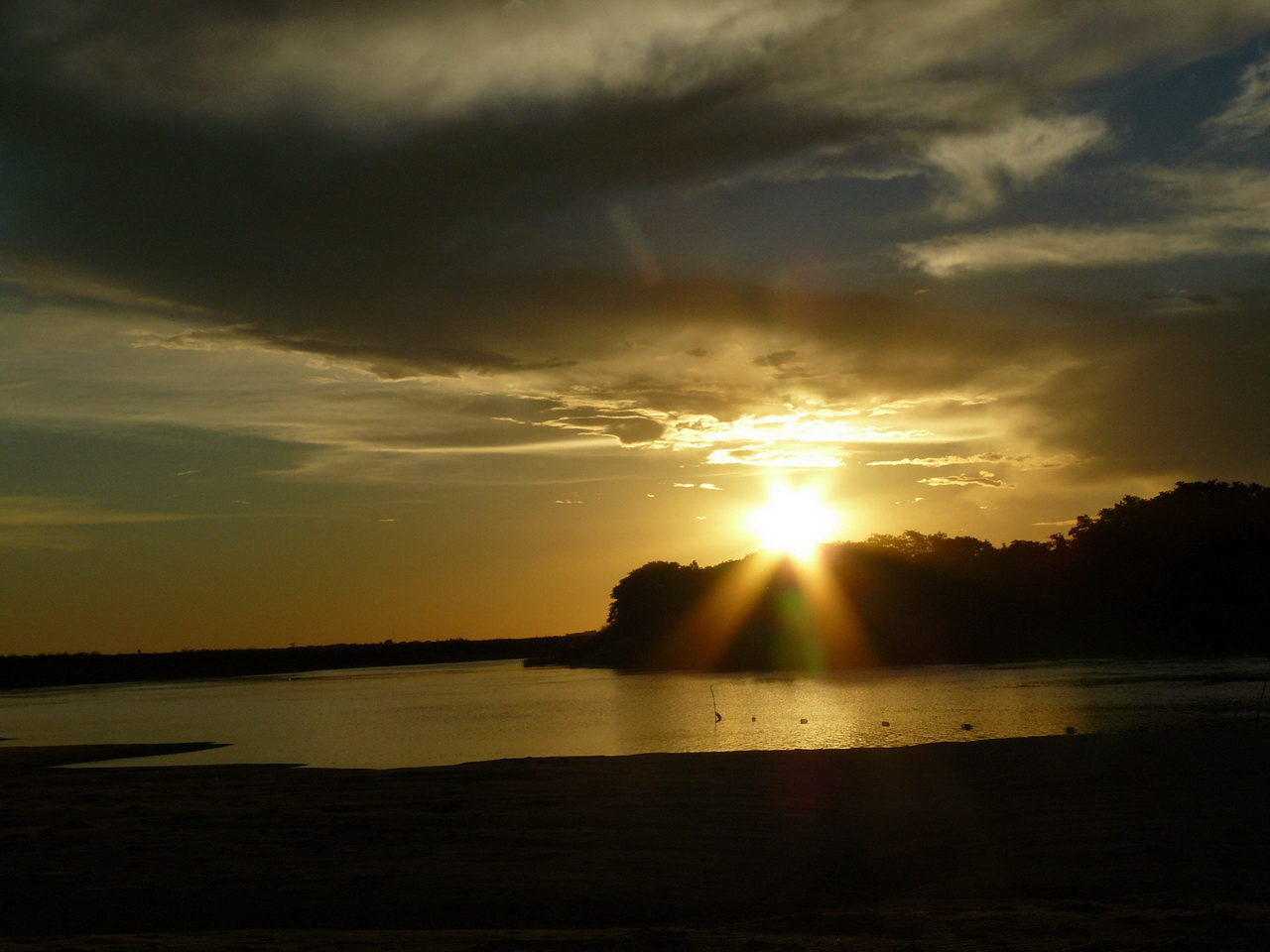
Imbrunire dalla Playa Paraíso a Villa Florida

La località ha avuto un discreto sviluppo turistico grazie allo sfruttamento delle sue spiagge fluviali; vi si praticano anche diversi sport nautici. Le altre attività del posto sono l'allevamento e la pesca.

## Curiosità
In Sudamerica la località è nota soprattutto per la canzone a lei dedicata Canción a Villa Florida, con testo di F. Aguiar e musica di H. Correa.